# Spolno nasilje med rusko invazijo na Ukrajino (2022)
Spolno nasilje v ruski invaziji na Ukrajino leta 2022 so zagrešile ruske oborožene sile.

## Predhodniki
Spolno nasilje, povezano z vojaškim spopadom z Rusijo in z proruskimi oboroženimi skupinami, se je v Ukrajini dogajalo tudi pred invazijo leta 2022. Leta 2017 je Urad visokega komisarja Združenih narodov za človekove pravice (OHCHR) objavil poročilo o spolnem nasilju med prvimi tremi leti rusko-ukrajinske vojne, v katerem je bil predstavljen vzorec 31 emblematičnih primerov. Poročilo je dokumentiralo, da se je večina primerov zgodila v kontekstu odvzema prostosti, pogosto povezanega z mučenjem in slabim ravnanjem, predvsem z namenom kaznovanja, mučenja ali izsiljevanja priznanja. Poročilo je pokazalo, da so spolno nasilje zagrešile vse v konflikt vpletene strani, da se o njem pogostokrat premalo poroča ter je bilo redko preganjano in kaznovano; poročanja medijev o primerih množičnih posilstev na območju konflikta pa poročilo ni potrdilo. Poročilo je zaključilo, da ni razlogov za domnevo, da so ukrajinske oborožene sile ali ruske in proruske oborožene sile uporabile spolno nasilje kot vojno orožje.
Glede na nabor podatkov o Spolnem nasilju v oboroženih spopadih so o spolnem nasilju s strani ruskih sil poročali v treh od sedmih let spopadov od leta 2014 v vzhodni Ukrajini.
Marca 2020 je misija ZN za spremljanje človekovih pravic v Ukrajini (HRMMU) dokumentirala uporabo pretepov in električnih šokov v predelu genitalij, posilstva, grožnje posilstva, prisilne golote in groženj posilstva družinskim članom s strani sil pod vodstvom Rusije kot sredstva mučenja in kaznovanja.

## Dejavniki tveganja
V svojem poročilu, ki zajema začetno obdobje ruske invazije na Ukrajino leta 2022, od 24. februarja do 26. marca 2022, je Urad visokega komisarja Združenih narodov za človekove pravice (OHCHR) naštel štiri vrste tveganj spolnega nasilja ter trgovine z ljudmi. Naštel je povečano vojaško prisotnost in dejavnosti na civilnih območjih, uničenje domov in infrastrukture, notranje razseljevanje ter veliko število begunk, ki zapuščajo Ukrajino. OHCHR je navedel, da prijave Nacionalni dežurni liniji za preprečevanje nasilja v družini, trgovine z ljudmi in diskriminacije na podlagi spola kažejo na visoko tveganje spolnega nasilja in da je premajhno prijavljanje verjetno posledica več dejavnikov.

## Posilstvo s strani pripadnikov ruskih oboroženih sil

### Celotna lestvica
Ukrajinska poslanka Vrhovne rade Marija Mezentseva je izjavila, da je bilo »veliko več žrtev« spolnih napadov kot jih je bilo preiskanih v prvem primeru v rajonu Brovarij, ki ga je preiskala ukrajinska generalna tožilka Irina Venediktova. Mezentseva je izjavila, da bodo dokazi postali javni, ko bodo žrtve pripravljene govoriti. Ukrajinska odvetnica Katerina Busol je tudi izjavila, da  spolni napadi med invazijo niso bili posamezni in so bili veliko bolj razširjeni kot pa primer, ki ga je izpostavila Venediktova. Omenila je poročila o »skupinskih posilstvih, posilstvih pred otroki in spolnem nasilju po umoru družinskih članov.« Busolova je izjavila, da je večina primerov žrtev žensk in z rusko okupiranih območij Ukrajine. Humans Right Watch (HRW) je potrdil prejetje treh poročil o posilstvu, razen posilstev 13. in 14. marca, ki jih do takrat še ni dovolj preveril. Ukrajinski prostovoljec, ki pomaga ukrajinskim beguncem v Varšavi, je konec marca 2022 za The Quint izjavil, da so bila posilstva in spolni napadi na ukrajinske ženske s strani ruskih vojakov med invazijo premalokrat prijavljena.
Članica vrhovne rade Lesija Vasilenko je v intervjuju, objavljenem 17. marca, izjavila, da so bile starejše ženske, ki niso mogle pobegniti z rusko okupiranih območij, večinoma posiljene in usmrčene ali pa so naredile samomor. Navedla je, da so bili ti primeri premalokrat prijavljeni, ker družine niso imele »moči ali zmožnosti«, da bi o primerih pričale.
3. aprila je organizacija La Strada Ukraine, ki vodi odprto telefonsko linijo za pomoč žrtvam trgovine z ljudmi, spolnih napadov in nasilja v družini, izjavila, da se posilstva v mirnem času premalo poročajo in so stigmatizirana ter da so lahko organizaciji znani primeri le »vrh ledene gore«.
Strokovnjaki Združenih narodov so 23. septembra 2022 v poročilu preiskave potrdili večje število posilstev med okupacijo v Kijevske, Černigovske, sumske in Harkovske oblasti. Potrjeni so bili primeri posilstev in mučenja otrok ter siljenja sorodnikov gledati posilstva. Starost potrjenih žrtev posilstev je bila med 4 in 82 let.

### Odmevni primeri
Konec marca je generalna tožilka Venediktova začela preiskavo trditve, da so ruski vojaki ustrelili moškega in nato posilili njegovo ženo. The Times je 28. marca objavil intervju z žensko. Povedala je, da je iz majhne vasi v Brovarijski oblasti. Po njenem pripovedovanju so vojaki prišli v hišo, ustrelili psa, ustrelili moža in rekli: »Nimaš več moža. Ustrelil sem ga s to pištolo. Bil je fašist.« Na ženino glavo sta prislonila pištolo in jo izmenično posilila, medtem ko je njen sin jokal v kurilnici hiše. Moška sta si vzela 20-minutni odmor, izvedla drugi krog posilstva in kasneje še tretji, do takrat pa sta bila »tako pijana, da sta komaj stala«. Žena je pobegnila s sinom in pričala policiji ter na spletnih profilih družbenih omrežij identificirala enega od svojih domnevnih posiljevalcev.
Meduza je objavila poglobljeno poročilo o istem (in še enem) posilstvu v Bogdanovki in dogajanju okrog dogodka. Ruski tiskovni predstavnik Dmitrij Peskov je obtožbe označil za laži.  Venediktova je potrdila izdajo aretacijskega naloga za ruskega vojaka na podlagi suma kršitve zakonov in pravic vojne. OHCHR je obtožbo preveril in junija 2022 primer opisal v svojem poročilu o človekovih pravicah v Ukrajini med rusko invazijo.
Organizacija Human Rights Watch (HRW) je 13. marca poročala o pretepu in posilstvu 31-letne ženske v Mali Rohani v tedaj rusko okupirani Harkovski oblasti. Okrog polnoči 13. marca je ruski vojak vstopil v šolo, kjer se je ženska zatekla s svojo družino in drugimi vaščani. Vojak je z orožjem prisilil žensko k slačenju. Streljal je v strop in posilil žensko. Vojak je ženi grozil z nožem, jo ponovno posilil, ji z nožem prerezal vrat, lice in lase, jo udarjal po obrazu in jo klofutal. Okoli 7. ure zjutraj 14. marca je vojak žensko izpustil in zapustil stavbo. Ženska in njena družina so peš odšli v Harkov in prejeli zdravniško pomoč.
12. aprila 2022 je BBC News intervjuval 50-letno žensko iz vasi 70 km zahodno od Kijeva, ki je rekla, da jo je z uporabo orožja posilil proruski Čečen. Isti vojak je po besedah sosedov posilil in ubil 40-letno žensko, ki je zapustila, kar BBC News opisuje kot »gnusno prizorišče zločina«. Policija je izkopala truplo 40-letnice dan po obisku BBC News. Šef policije Kijevske oblasti Andrij Nebitov je izjavil, da policija preiskuje primer z 9. marca, ko so ruski vojaki ustrelili moškega, dva sta večkrat posilila njegovo ženo, nato pa so vojaki zažgali hišo in postrelili družinske pse. Policija je truplo moškega izkopala.
New York Times je opisal žensko, ki so jo »preden so jo usmrtili, zadrževali zaklenjeno v kleti za krompir kot spolno sužnjo, golo, le v krznenem plašču«, ki so jo našli po osvoboditvi Kijevske regije konec marca 2022. Župan Buče Anatolij Fedoruk je izjavil, da se je med pokolom v Buči zgodilo najmanj 25 posilstev.

## Spolno nasilje s strani pripadnikov ukrajinskih oboroženih sil
V poročilu OHCHR z dne 26. marca 2022 je misija ZN za spremljanje človekovih pravic v Ukrajini (HRMMU) poročala o primerih, ko so ukrajinske teritorialne obrambne sile izvajale zlorabe »pritrjevanja delno ali v celoti slečenih posameznikov na električne drogove ali drevesa, jih pretepali, tudi s palicami, jih poškropili z barvo ali označili njihova telesa in oblačila z 'ropar'.« OHCHR je izjavil, da bi lahko »privezovanje delno ali popolnoma slečenih oseb na drogove ali drevesa in njihovo pretepanje v javnosti pomenilo spolno nasilje.«
Glede na poročilo OHCHR, objavljeno 26. marca 2022 je bil HRMMU seznanjen z eno obtožbo o grožnji s spolnim nasiljem s strani ukrajinskih oboroženih sil med invazijo na Ukrajino, v kateri so »ujetemu pripadniku ruske vojske pred kamero grozili s kastracijo«.

## Spolno nasilje med begunsko krizo
Obstajata vsaj dva ločena primera izkoriščenih begunk in otrok, ko so ti bežali pred nasiljem v Ukrajini. Na Poljskem so sredi marca aretirali moškega zaradi domnevnega posilstva 19-letne begunke, ki naj bi iskala zatočišče in pomoč pri moškem, dva moška pa naj bi napadla ukrajinskega najstniškega begunca, ki je bival v nemških namestitvah za begunce. Pred uvedbo begunske stanovanjske sheme vlade Združenega kraljestva je ženska prijavila moškega, ki jo je poskušal imeti pri sebi in ji obljubil brezplačno nastanitev, hrano, stroške in mesečno nadomestilo v zameno za spolne odnose. Ženska naj bi moškega poskušala odvrniti, ta pa se je ustavil šele, ko mu je povedala, da potuje z mamo.
Kmalu po invaziji na Ukrajino so številna pornografska mesta, kot je PornHub, objavila številne videoposnetke, ki so bili povezani s ključnikom #Ukrajina, nekatere pa bi lahko razumeli kot spolno nasilje ali monetizacijo nasilja in vojne. Povečanje zanimanja za te videoposnetke je sprožilo zaskrbljenost, da bodo begunke postale žrtve trgovine z ljudmi in da bodo na koncu sodelovale v podobnih videoposnetkih.
Pomanjkanje lahko dostopnih kontracepcijskih sredstev za žrtve posilstva med rusko invazijo na Ukrajino zaradi poljskih zakonov proti splavu na Poljskem omejuje dostop do splava za žrtve posilstva. Zdravniki in prostovoljci na ukrajinsko-poljski meji so navkljub nevarnosti zapora na skrivaj pomagali žrtvam posilstva pridobiti nujno kontracepcijo.

## Trditve o nameri
Po osvoboditvi Kijevske oblasti konec marca in poročilih o skupinskih posilstvih, spolnih napadih z uporabo orožja in posilstvih pred otroki je The Guardian zatrdil, da se Ukrajinke soočajo s posilstvom kot vojnim orožjem. Ljudmila Denisova, varuhinja človekovih pravic v Ukrajini, je tudi špekulirala o uporabi spolnega nasilja kot vojnega orožja s strani ruskih sil. Sredi aprila 2022 je odvetnica Julija Anosova iz La Strade izjavila, da na podlagi skupnega števila primerov in pogostosti spolnega nasilja nad več žrtvami »domneva, da je posilstvo [med invazijo postalo] vojno orožje.«
Zunanji ministrici Kanade in Združenega kraljestva Mélanie Joly in Liz Truss sta konec aprila 2022 izjavili, da je bilo spolno nasilje v invaziji ruskih sil uporabljeno kot vojno orožje. Posilstvo je kot vojno orožje opisano kot »sistematično orožje za izvajanje nadzora in izvajanja moči nad ženskami, [...] v konfliktu je enako uničujoče kot kemično orožje ali mine, ki sta obe prepovedani z mednarodnimi konvencijami, vendar ju je treba obravnavati ravno tako resno.«
Odposlanka Združenih narodov Pramila Pratten je rusko uporabo posilstev opisala kot »vojaško taktiko« in »namerno taktiko za dehumanizacijo žrtev«.

## Protesti
Ženske so protestirale pred ruskimi veleposlaništvi proti posilstvu ruskih vojakov med invazijo. Ženske so protestirale z vrečami na glavi, rokami zvezanimi na hrbtu in golimi nogami, prekritimi z rdečo tekočino, ki je simbolizirala kri, štiri ženske so 16. aprila protestirale v Dublinu na Irskem, 80 žensk pa je protestiralo na isti dan v Vilni v Litvi. 20. aprila je podobno protestiralo 130 žensk potekal pred ruskim veleposlaništvom v Rigi v Latviji, drugega pa je organiziralo ducat žensk pred ruskim konzulatom v Gdansku na Poljskem.